# 왕청임
왕청임(王淸任, 1768년 ~ 1831년)은 청나라의 의학자로 자는 훈신(勛臣)이며 직예 옥전(直隸 玉田, 현재의 허베이성 탕산시 위톈현) 출신이다.
고대 의학서에 나오는 해부학 내용에 대해 의문을 가지고 의사라면 장부에 대해 잘 알아야 한다며 42년 동안 무덤이나 처형장에 직접 가서 100구가 넘는 시체들을의 장기를 관찰하여 1830년에 2권으로 구성된 의학 서적 《의림개착》(醫林改錯)을 저술했다. 《의림개착》은 실제로 주요 동맥, 정맥, 시신경의 묘사 등이 실제 모습과 가까운 편이다. 또한 간질의 치료에 대해서도 깊이 연구하여 독창적인 처방을 만들었다. 그가 고안한 혈부축어탕(血府逐瘀湯)과 보양환오탕(補陽還五湯) 등은 지금도 관상동맥 질환, 반신불수, 중풍후유증 등의 병에 응용되고 있다.